# Liste der Radwanderrouten in Norwegen

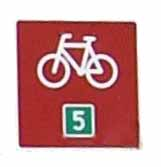
Signet der Route 5

Dies ist die Liste der Radwanderrouten in Norwegen.
In Norwegen existiert ein nationales Fahrradwegenetz (Nasjonale sykkelruter) von zehn Wegen, die (bis auf die Radwege Nr. 1 und 10) alle im südlichen Teil des Landes verlaufen. Die Radrouten werden von den Kommunen und Fylkern selbst beschildert und sind unterschiedlich gut ausgeschildert. Ein großer Teil der Wege führt über schwach befahrene Nebenstraßen und Radwege.
Die nicht durchgängige Beschilderung macht es notwendig, dass man sich vor der Tour anhand von Karten über den Streckenverlauf informieren muss. Außerdem sind nicht alle Abschnitte ganzjährig befahrbar.
Einige der norwegischen Tunnel dürfen nicht mit dem Fahrrad befahren werden, andere sind unbeleuchtet und man sollte auf jeden Fall das Licht einschalten und Warnkleidung tragen, wenn man durch die Tunnel fährt.
- Route 1: Halden – Bergen (=Teil des Nordseeküsten-Radwegs) – Trondheim – Nordkap (Kystruta)
- Route 2: Skien – Stavanger (Kanalruta)
- Route 3: Kristiansand – Ålesund (Fjord og fjell)
- Route 4: Oslo – Bergen (Rallarvegen) (Ein Teilstück davon ist der Rallarvegen)
- Route 5: Larvik – Eidsvåg (Numedalsruta)
- Route 6: Sunde – Røros (Sognefjellsvegen)
- Route 7: Halden – Trondheim (Pilegrimsruta)
- Route 8: Molde – Oppdal (Trollheimen)
- Route 9: Halden – Trondheim (Villmarksruta)
- Route 10: Nordkap – Lindesnes